# Patty Duffek
Patricia „Patty“ Marie Duffek (* 27. August 1963 in Woodland Hills, Los Angeles, Kalifornien) ist eine US-amerikanische ehemalige Schauspielerin und Playmate.

## Leben
Duffek wurde am 27. August 1963 im kalifornischen Woodland Hills geboren. Sie arbeitete Anfang der 1980er Jahre in einem Imbissladen in Phoenix im Bundesstaat Arizona. Große Bekanntheit erlangte sie 1984 als Playmate des Monats Mai im Magazin Playboy. Drei Jahre später wurde sie vom Regisseur Andy Sidaris für die Rolle der Restaurantbesitzerin Pattycakes im 1987 erschienenen Actionfilm Hard Ticket to Hawaii gecastet. Es folgten zwei weitere Filme unter der Regie Sidaris’ in den sogenannten „Bullets, Bombs and Babes“-Filmen in derselben Rolle. So spielte sie 1988 in Hawaii Connection und 1989 in Heiße Girls und scharfe Schüsse erneut die Rolle der Pattycakes.

## Filmografie (Auswahl)
- 1987: Hard Ticket to Hawaii
- 1988: Hawaii Connection (Picasso Trigger)
- 1989: Heiße Girls und scharfe Schüsse (Savage Beach)